# Deon Swart
Deon Swart (ur. 22 grudnia 1978) – australijski zapaśnik walczący w obu stylach. Odpadł w pierwszej rundzie na igrzyskach Wspólnoty Narodów w 2014. Złoty medalista mistrzostw Oceanii w 2012 i brązowy mistrzostw Wspólnoty Narodów w 2011 roku.